# Scopula timboënsis
Scopula timboënsis là một loài bướm đêm trong họ Geometridae.